# نبرد مشعل
نبرد مشعل جنگی بود که در  ۹ تا ۱۱ مه (یا ۱۲ مه) ۱۵۸۳ میلادی بین قوای عثمانی و سپاه قزلباش (ایران) اتفاق افتاد. این جنگ بخشی از نبردهای ایران و عثمانی در سال‌های ۱۵۷۸ تا ۱۵۹۰ بود که پس از تسخیر شروان در سال ۱۵۸۱ رخ داد. در این جنگ سپاه عثمانی پیروز شد.

## پیش زمینه
سنان پاشا سردار عثمانی در آغاز سال ۹۹۰ هجری قمری/ ۱۵۸۲ میلادی از ارزروم با ابراهیم‌خان ترکمان سفیر ایران، به شهر استانبول رفت و به سلطان مراد سوم پیشنهاد داد که با دولت ایران صلح کند و چون سراسر شروان به استثناء قلعه دربند در تسخیر قوای ایران است، دست از آن ولایت بکشد. اما در همان حال عثمان‌پاشا اوزدمر اوغلی سردار دیگر عثمانی که دژ دربند را در دست داشت از بازگشت شاه محمد خدابنده و حمزه میرزا به قزوین و ضعف حاکمان شروان بهره برد و دژ شماخی را که مرکز آن ولایت بود، گرفت. سپس نامه‌ای به سلطان مراد خان فرستاد که آنچه سنان پاشا دربارهٔ وضعیت ایران نقل کرده‌است، بر خلاف حقیقت بوده‌است. قوای عثمانی سراسر خاک شروان را در دست دارند و هر وقت سپاه جدیدی بیاید آذربایجان و بخشی از مناطق باختری ایران را به سهولت می‌توان تصرف کرد. سلطان مرادخان پس از دریافت نامه عثمان‌پاشا اوزدمر اوغلی بر سنان پاشا خشمگین شد و او را از وزارت عزل کرد و فرهاد پاشا را جانشین وی کرد؛ و او را با لشکر جدیدی روانه ایران نمود. سلطان مرادخان سفیر ایران را در استانبول نگاه داشت و به وی گفت به شاه محمد خدابنده پیغام دهد که دوستی و صلح در صورتی امکان‌پذیر است که دولت صفوی از کلیه سرزمین‌هایی که به تصرف عثمانی درآمده چشم پوشی کند و گرنه ارتش عثمانی به پیشروی در خاک ایران ادامه می‌دهند.

## نام جنگ
از آنجایی که یورش‌ها بیشتر در شب هنگام روی می‌داد و جنگاوران از مشعل زیاد استفاده کردند به این درگیری، نبرد مشعل می‌گویند.

## نامه ابراهیم‌خان ترکمان به شاه محمد خدابنده
ابراهیم خان نامه‌ای به شاه نوشت و اظهارات سلطان مراد سوم را در نامه منتقل کرد. وی همچنین در نامه از قول خود نوشت که صلح با عثمانی به سود ایران است و این باعث می‌گردد امپراتوری عثمانی از تصرف کردستان و آذربایجان منصرف گردد. نامه وقتی به شاه رسید که وی هنوز در خراسان بود و از نبرد تیرپل بازمی‌گشت.

## مخالفت امرای قزلباش
امرای قزلباش با خواست پادشاه عثمانی مخالفت کردند و در پاسخ نوشتند که واگذاری شروان به عثمانی ممکن نیست و اگر صلح با شرایطی که سنان پاشا پذیرفته بود، امکان‌پذیر نباشد همچنان به نبرد ادامه خواهند داد.

## حمله فرهادپاشا
فرهاد پاشا با شصت هزار سوار و سیصد توپ به ارزروم رسید و در سال ۹۹۱ قمری / ۱۵۸۳ میلادی با کمک رؤسای کرد از قارص به چخور سعد (ارمنستان) یورش برد و آنجا را با دژ ایروان از محمدخان تخماق استاجلو، بیگلربیگی (حاکم) آن ولایت، گرفت. کلیسای اوچمایزین را نیز با چند کلیسای دیگر نابود کرد و با مصالح ان قلعه ایروان را که قبلاً ویران شده بود، بازسازی کرد. بعد از آن نیروی کافی در آنجا گذاشت و خود به ارزروم بازگشت.

## حمله حیدرپاشای چرکس
در همان سال ۹۹۱ قمری / ۱۵۸۳ میلادی، حیدرپاشای چرکس امیر عثمانی با ۱۵٫۰۰۰ پیاده و سوار از طریق کریمه (قریم) و دریای سیاه با کشتی به مساعدت عثمان‌پاشا اوزدمر اوغلی شتافت و عثمان‌پاشا اوزدمر اوغلی با همیاری او ارتش امامقلی‌خان قاجار (بیگلربیگی قره‌باغ و گنجه) را شکست دادند و سراسر شروان را در تصرف عثمانی قرار دادند. این نبرد در تاریخ ۱۹ ربیع‌الثانی ۹۹۱ قمری مصادف با ۱۲ مه ۱۵۸۳ در نزدیکی قلعه شابران در شمال شهر شماخی رخ داد. مورخان عثمانی نوشته‌اند امامقلی‌خان قاجار با آنکه ۵۰٫۰۰۰ هزار سوار داشت به دشواری مغلوب شد به‌طوری‌که سربازان عثمانی ۷٫۰۰۰ نفر از سربازان قزلباش را سر بریدند و ۳٫۰۰۰ نفر را اسیر کردند. پس از این پیروزی عثمان‌پاشا اوزدمر اوغلی به باکو رفت و جعفرپاشا از دیگر امیران عثمانی را به جای خویش در داغستان گذارد.